# Carlepont
Carlepont ist eine französische Gemeinde mit 1.402 Einwohnern (Stand: 1. Januar 2022) im Département Oise in der Region Hauts-de-France. Sie gehört zum Arrondissement Compiègne und zum Kanton Noyon (bis 2015: Kanton Ribécourt-Dreslincourt). Die Einwohner werden Carolipontois genannt.

## Geographie
Carlepont liegt etwa 17 Kilometer nordöstlich von Compiègne. Umgeben wird Carlepont von den Nachbargemeinden Sempigny im Norden und Nordwesten, Pontoise-lès-Noyon im Norden und Nordosten, Caisnes im Osten, Nampcel im Südosten, Moulin-sous-Touvent im Süden und Südosten, Tracy-le-Val im Süden, Bailly im Südwesten sowie Chiry-Ourscamp im Westen.

## Bevölkerungsentwicklung
| Jahr      | 1962 | 1968 | 1975 | 1982 | 1990 | 1999 | 2006 | 2013 |
| Einwohner | 789  | 929  | 992  | 1237 | 1348 | 1369 | 1439 | 1470 |

## Sehenswürdigkeiten
- Kirche Saint-Éloi aus dem 15. Jahrhundert (siehe auch: Liste der Monuments historiques in Carlepont)